# 1. divisjon i ishockey för herrar
1. divisjon är den näst högsta divisionen i ishockey i Norge efter Get-ligaen. 1. divisjon är ingen professionell liga, så det finns inget behov av en licens för att spela i den här ligan. Lagen måste fortfarande ansöka om godkännande hos Norges Ishockeyforbund för att få delta.

## Upp- och nedflyttning
Kvalificering för Get-ligaen sker genom en kvalserie. De två bästa lagen från 1. divisjon och de två sämsta från Get-ligaen spelar en dubbelserie där de två främsta lagen blir kvalificerade för Get-ligaen nästa säsong.

## Lag
| Lag                 | Stad / Område | Arena            | Kapacitet | Tränare |
| ------------------- | ------------- | ---------------- | --------- | ------- |
| Bergen              | Bergen        |                  |           |         |
| IK Comet Halden     | Halden        |                  |           |         |
| Frisk Asker 2/NTG   | Asker         | Askerhallen      | 2 400     |         |
| Furuset             | Furuset       |                  |           |         |
| Grüner              | Grünerløkka   |                  |           |         |
| Hasle-Løren         | Løren         |                  |           |         |
| Jutul               | Skui          |                  |           |         |
| Kongsvinger Knights | Kongsvinger   | Kongshallen      |           |         |
| Lillehammer 2/NTG   | Lillehammer   | Kristins Hall    | 3 194     |         |
| Lørenskog 2         | Lørenskog     | Lørenskog Ishall | 1 350     |         |
| Manglerud Star 2    | Oslo          | Manglerudhallen  | 2 000     |         |
| Ringerike Panthers  | Hønefoss      |                  |           |         |
| Rosenborg 2         | Trondheim     | Leangen Ishall   | 3 000     |         |
| Sparta Warriors 2   | Sarpsborg     | Sparta Amfi      | 3 450     |         |
| Stavanger Oilers 2  | Stavanger     | Siddishallen     | 3 100     |         |
| Stjernen 2          | Fredrikstad   | Stjernehallen    | 2 473     |         |
| Storhamar Dragons 2 | Hamar         | Hamar OL-Amfi    | 6 091     |         |
| Vålerenga 2         | Oslo          | Jordal Amfi      | 4 450     |         |
| Tønsberg Vikings    | Tønsberg      |                  |           |         |